# Наумов, Юрий Михайлович
Ю́рий Миха́йлович Нау́мов (30 января 1956, Михайловка, Красноярский край — 9 августа 1999, Ботлих, Дагестан) — советский и российский офицер армейской авиации, участник нескольких войн и вооружённых конфликтов, Герой Российской Федерации (12.03.1997). Подполковник.

## Биография
Родился в деревне Михайловка Дзержинского района Красноярского края, в русской крестьянской семье. С 1971 года жил в Новосибирске, в 1974 году окончил профессионально-техническое училище № 18 и работал на Новосибирском стрелочном заводе. В 1974 году поступил в учебно-авиационный центр ДОСААФ города Новосибирска.
В 1976 году прошёл учебные сборы офицеров запаса при Аткарском учебном авиационном центре ДОСААФ и был зачислен на военную службу в Советскую армию, служил в вертолётной части Дальневосточного военного округа (аэродром Магдагачи, Амурская область). Участвовал в боевых действиях Афганской войны в составе ограниченного контингента советских войск в Афганистане с 1981 по 1982 и с 1985 по 1987 годы. Там совершил более 1200 боевых вылетов.
В конце 1980-х годов направлен на службу в Группу советских войск в Германии. С 1993 года проходил службу в 487-м отдельном вертолётном полку 4-й воздушной армии Северо-Кавказского военного округа (аэродром Будённовск, Ставропольский край). В 1994 году экстерном окончил Сызранское высшее военное авиационное училище лётчиков.
С декабря 1994 года Ю. М. Наумов принимал участие в наведении конституционного порядка на территории Чеченской Республики.

## Подвиг
В период с 9 по 18 января 1996 года подполковник Ю. М. Наумов, в составе ударной группы вертолётов «Ми-24» участвовал в операции по блокированию и уничтожению банды С. Радуева в населённых пунктах Кизляр, Первомайское Республики Дагестан. Огнём боевых вертолётов были уничтожены блокпост боевиков, бронетранспортёр, зенитная установка, штаб и узел связи террористов, четыре автомобиля с боеприпасами, большое количество живой силы противника.
Указом Президента Российской Федерации № 220 от 12 марта 1997 года подполковнику Наумову Юрию Михайловичу за мужество и героизм, проявленные в ходе операции по наведению конституционного порядка в Чеченской Республике, присвоено звание Героя Российской Федерации с вручением медали «Золотая Звезда».
Продолжал службу в том же полку, в октябре 1996 года назначен заместителем командира 487–го отдельного вертолётного полка. С началом отражения вторжения чеченских боевиков в Дагестан выполнял боевые задачи в зоне военных действий. Командир вертолёта «Ми-24» войсковой части № 52380 подполковник Юрий Наумов трагически погиб — был убит при обстреле боевиками аэродрома в районе селения Ботлих Республики Дагестан 9 августа 1999 года. Экипаж Ю. Наумова доставил из Махачкалы в Ботлих начальника Генерального штаба Анатолия Квашнина с группой сопровождающих его генералов и офицеров, а через несколько минут по стоянкам вертолётов боевиками с окрестных гор был нанесен удар несколькими ПТУРСами. Один ПТУРС попал в вертолёт, где находился Наумов и его штурман Ахмет Гаязов, оба погибли при взрыве.
Похоронен на Инском кладбище в Новосибирске.

## Награды
- Герой Российской Федерации (12.03.1997, медаль «Золотая звезда» № 390).
- 2 ордена Мужества (16.05.1996, 26.08.1999 — посмертно).
- Орден «За военные заслуги» (7.01.1995).
- 3 ордена Красной Звезды.
- Медали.

## Память
- В родном селе Михайловке Красноярского края установлен памятник Герою (2017).
- В городе Новосибирске, где несколько лет жил Ю. М. Наумов и где он похоронен, его именем названа улица.
- На здании ПТУ № 18 Новосибирска, где он учился, установлена мемориальная доска.
- На доме в посёлке Магдагачи Амурской области, в котором жил Герой, установлена мемориальная доска.
- В микрорайоне Северный города Будённовск, в доме где жил Герой, установлена мемориальная доска.